# 金澤弘和

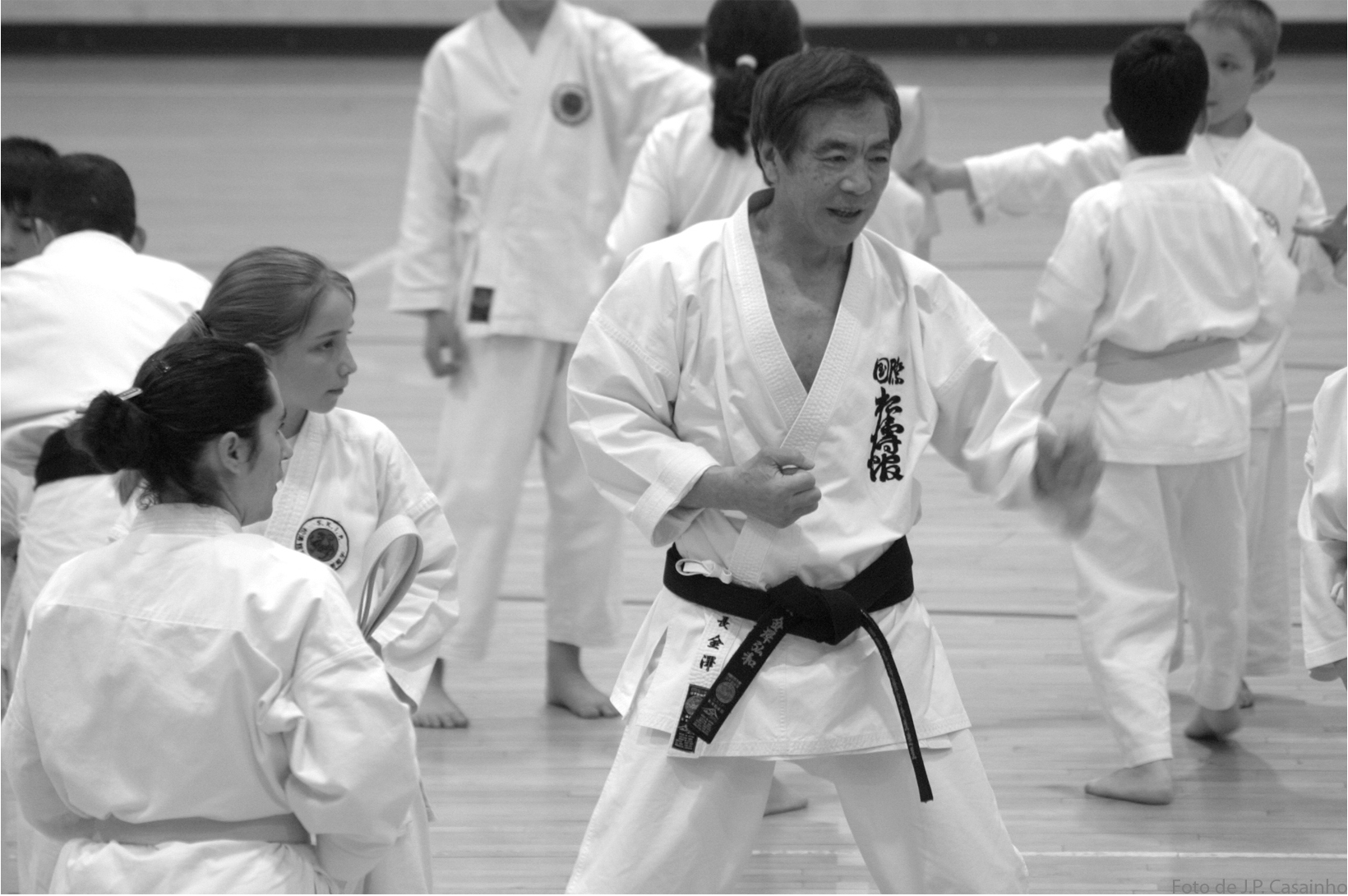
金澤弘和、2005年4月ポルトガルにて

金澤 弘和（かなざわ ひろかず、1931年（昭和6年）5月3日 - 2019年（令和元年）12月8日）は、岩手県出身の空手家。國際松濤館空手道連盟宗家・最高師範(十段)。船越義珍、中山正敏らに松濤館流空手道を学び、海外では「センセイ・カナザワ」として知られる達人。

## 経歴
空手を学ぶために当時、空手強豪校として知られた拓殖大学へ編入学。在籍時には船越義珍や中山正敏らに空手を学ぶ。1956年、大学卒業と同時に日本空手協会の第1期研修生となる。1957年（昭和32年）、日本空手協会主催の第1回全国空手道選手権大会の組手部門に右腕が骨折した状態で出場し、蹴り技のみで対戦相手を圧倒して優勝した。このことから「蹴りの金澤」と呼ばれた。翌年の第2回全国空手道選手権大会では組手部門で連続優勝を果たしただけでなく、型部門でも優勝し、初の総合優勝を成し遂げた。
1960年（昭和35年）より、ハワイを皮切りに海外派遣指導員として世界各地で空手を指導した。ハワイ空手連合会、イギリス空手道連盟を設立し、ドイツ空手道連盟の首席師範も兼任した。1978年（昭和53年）日本空手協会から独立し、國際松濤館空手道連盟を設立。2002年、NPO法人国際武道院より、空手道名人十段位を授与される。2007年、東京九段会館大ホールにて、国際沖縄剛柔流空手道連盟 主席師範 東恩納盛男、国際常心門少林流空手道連盟 宗師範  池田奉秀と共に流派・団体を越え空手道を極めるために集まった三人の武人による合同解説演武会「空手武道ライブ」を開催。2014年、館長職を息子の伸明（八段）へ譲り、國際松濤館空手道連盟宗家・最高師範となる。
2019年（令和元年）、12月8日永眠。88歳没。

## エピソード
- 小学生の時に、身に覚えがない容疑で下級生の父が金澤を強烈に叩き、金澤は視力や聴力が落ちる障害を患った。下級生の父に復讐をしたいために、柔術やボクシングを体得しながら、空手にたどり着く。空手のみを追求する空手家が多い中、養神館合気道や太極拳も学んだ。本人は空手を中心として他の優れたものも経験する事の重要性を信じた行動であったが、同時代の他の空手家からは奇異の目で見られたという。

- 中山正敏の道場・抱一龕では1970年代にはイランのパーレビ朝の秘密警察（サヴァック）からの訓練生も受け入れていたが、金澤が実際の指導にあたっていた。

- 漫画『拳児』に登場する松濤館流空手家・高山双八のモデル、板垣恵介の漫画版『餓狼伝』に登場する伝統派空手家・神山徹のモデルである。

## 主な著書
- 『我が空手人生』（日本武道館）
- 『空手型全集』上・下（池田書店）
- 『空手組手全集 空手道・組手教範』（池田書店）
- 『空手 六週間で強くなる』（福昌堂）

## 関連人物
- 松田隆智
- C・W・ニコル - 空手道の弟子